# In the Middle
«In the Middle» (укр. Посередині) — пісня молдовської співачки Наталії Барбу, з якою вона представляла Молдову на Пісенному конкурсі Євробачення 2024 в Мальме, Швеція після перемоги на національному відборі Etapa Națională 2024.

## Про пісню
«In the Middle» написали Наталія Барбу та Кріс Річардс. В інтерв'ю Барбу заявляла, що на пісню її надихнули діти та почуття кохання. «In the Middle» була написана без будь-яких очікувань, а співачка стверджувала, що композиція просто прийшла «від мого серця». Барбу заявила, що серце людини, «світло» людської душі, знаходиться «посередині» тіла, а пісня пропагує пошук справжнього «я» та з'єднання з «нашим божественним я». Хоча сингл «In the Middle» і не був написаний для Євробачення, зрештою продюсери переконали Барбу взяти участь у національному відборі Молдови.

## Пісенний конкурс Євробачення 2024

### Etapa Națională 2024
Мовник Молдови для Пісенного конкурсу Євробачення TeleRadio-Moldova (TRM) організував конкурс Etapa națională 2024, щоб обрати представника країни на Євробачення 2024. Журі відібрали 11 заявок під час раунда прослуховування. У великому фіналі переможець визначався за результатами телеголосування та журі у співвідношенні 50/50.

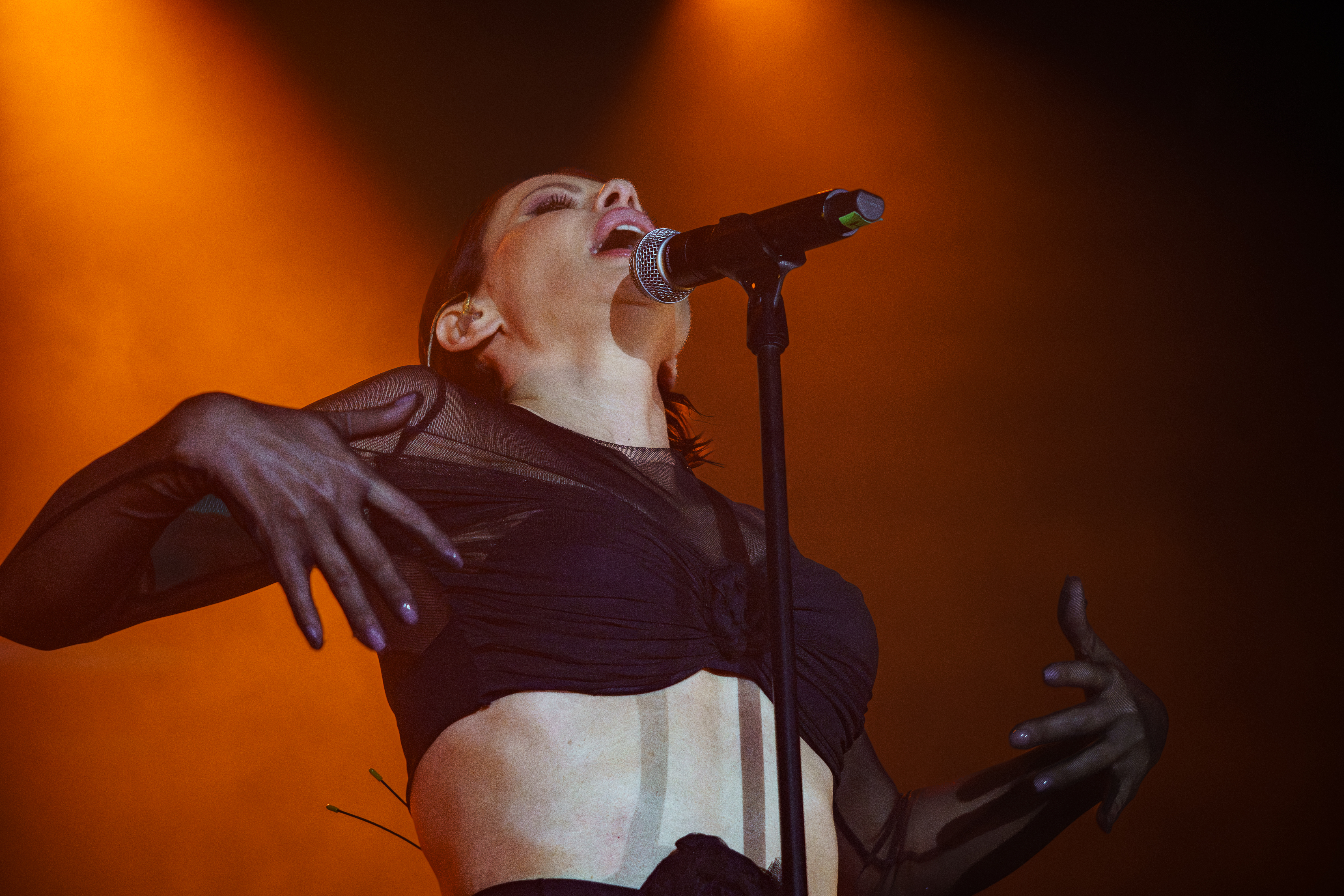
Барбу на Eurovision Pre-Party 2024 Madrid

26 грудня 2023 року «In the Middle» офіційно оголосили однією з 32 пісень для прямого прослуховування. Пісня змогла пройти до великого фіналу, фінішувавши першою з усіх заявок після прослуховувань. У фіналі відбору, який відбувся 17 лютого, після набрала 22 бали (12 від журі й 10 від глядачів), зрівнявшись із піснею «Anti-Princess» Валерії Паші (10 від журі й 12 від глядачів). Тай-брейк визначився за оцінками журі — таким чином пережницею стала Наталія Барбу та здобула право представляти Молдову на Євробаченні 2024.

#### Проблеми з визначенням переможниці
Після перемоги Барбу Валерія Паша відразу подала апеляцію, оскаржуючи результати голосування. Паша заявила, що правила Etapa Națională 2024 недостатньо прозорі — вони не пояснюють, як визначатиметься тай-брейк: за результатами телеголосування або журі, а офіційні правила стверджують, що переможцем стає той, чия «пісня отримає найбільшу кількість балів». Мовник вирішив залишити перемогу Барбу в силі, а Пашу звинуватили в 950 недійсних голосах.

### На Євробаченні
Пісенний конкурс Євробачення 2024 відбувся на Мальме-Арені в Мальме, Швеція, і складався з двох півфіналів, які пройшли 7 і 9 травня відповідно, і фіналу 11 травня 2024 року. Під час жеребкування 30 січня 2024 року Молдова потрапила до другої половини першого півфіналу шоу та виступала під 11 номером. Барбу змагалася з оновленою версією «In the Middle», яка ввійшла до офіційного альбому конкурсу. У півфіналі пісня здобула 20 балів від глядачів та посіла 13 місце (з 15-ти), що не дозволило Молдові кваліфікуватися до фіналу Євробачення 2024.

Фрагменти виступу на Євробаченні 2024
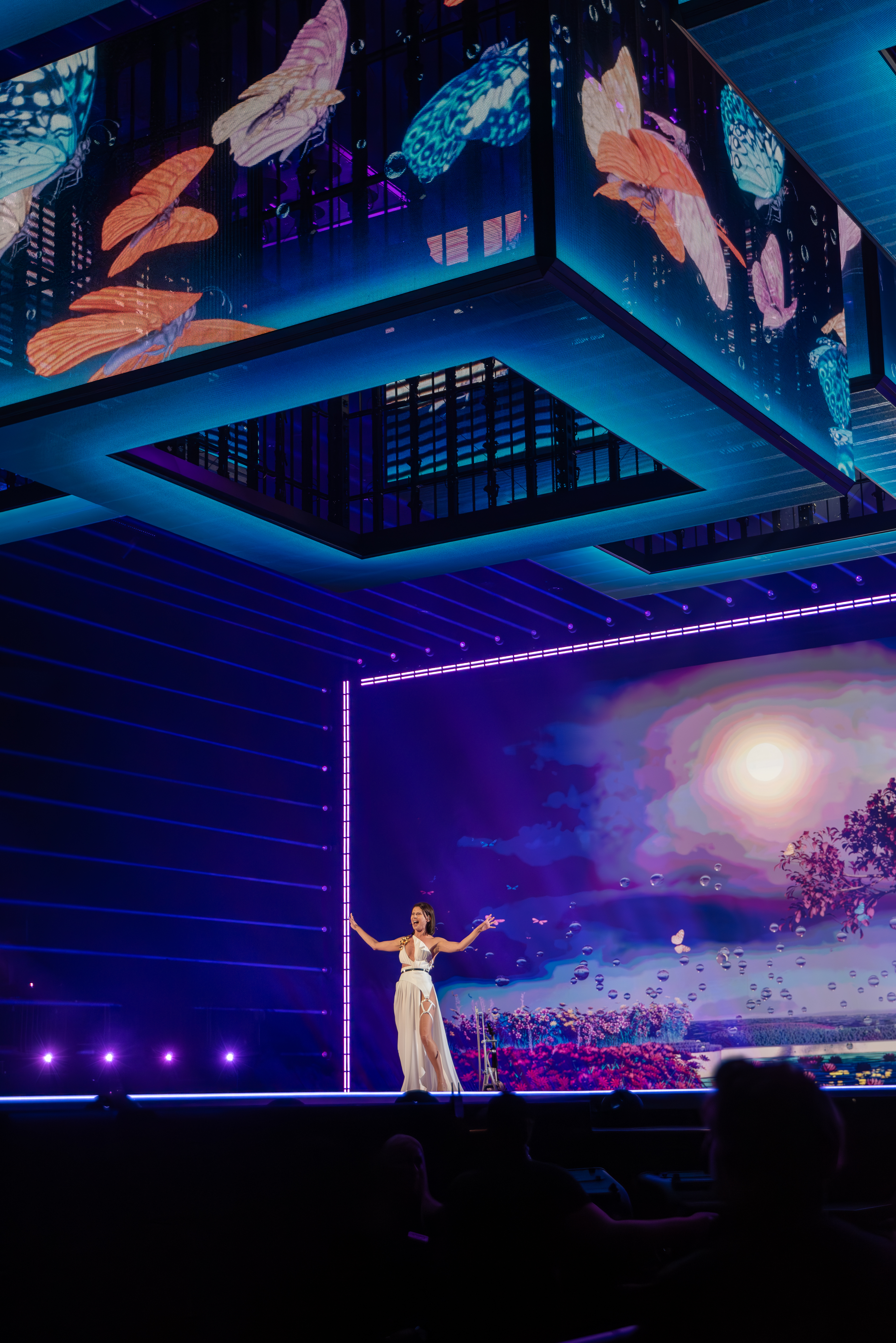
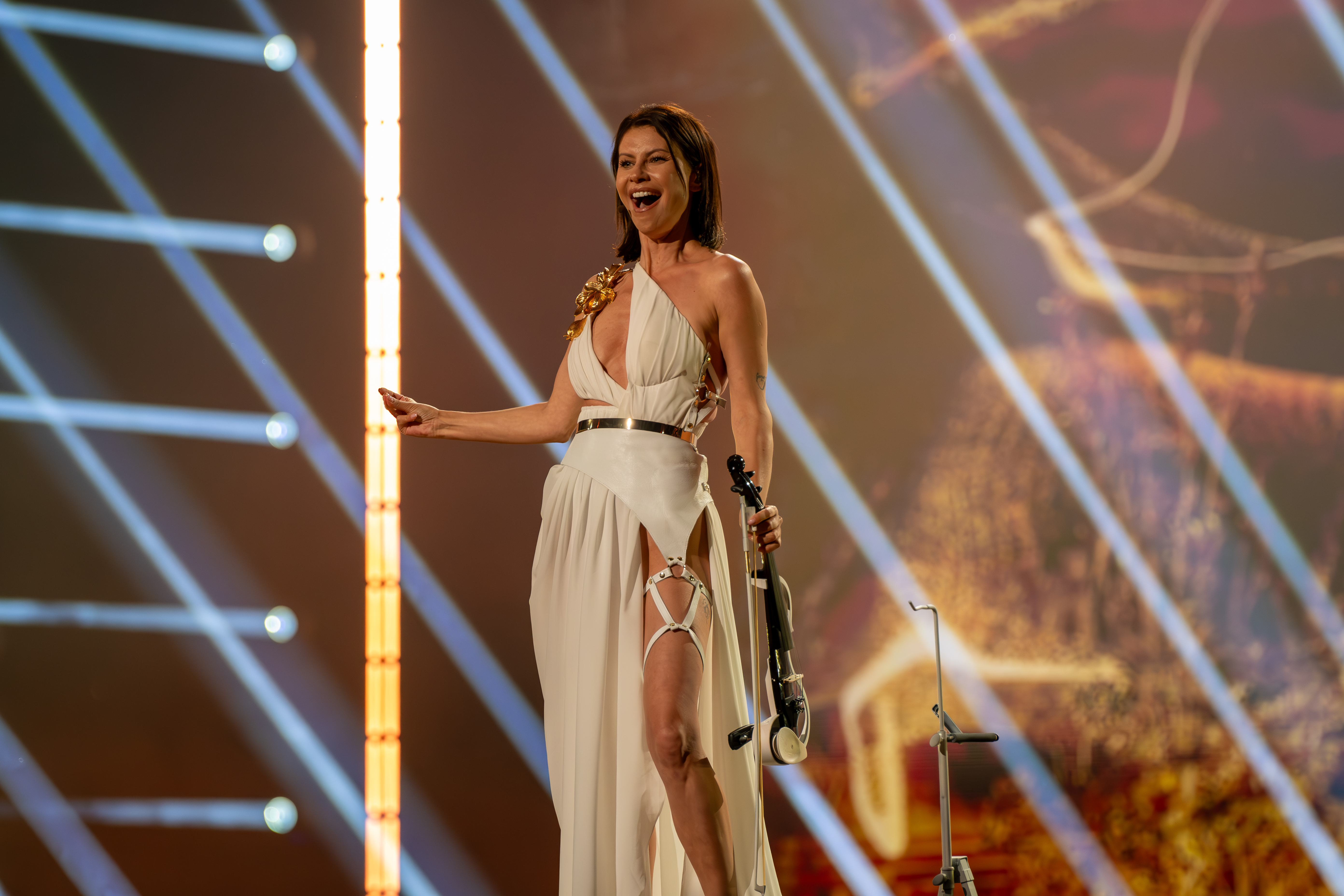
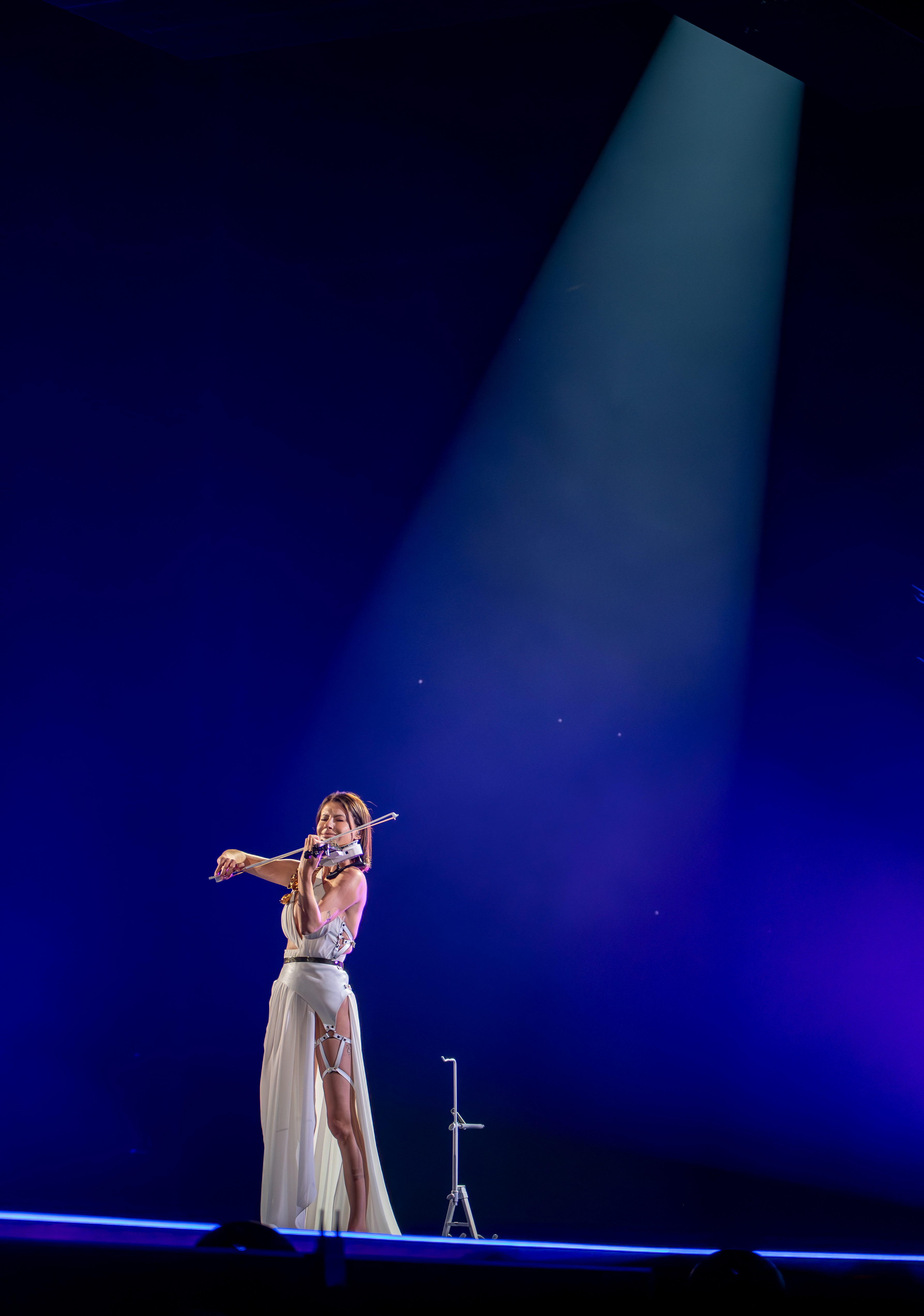
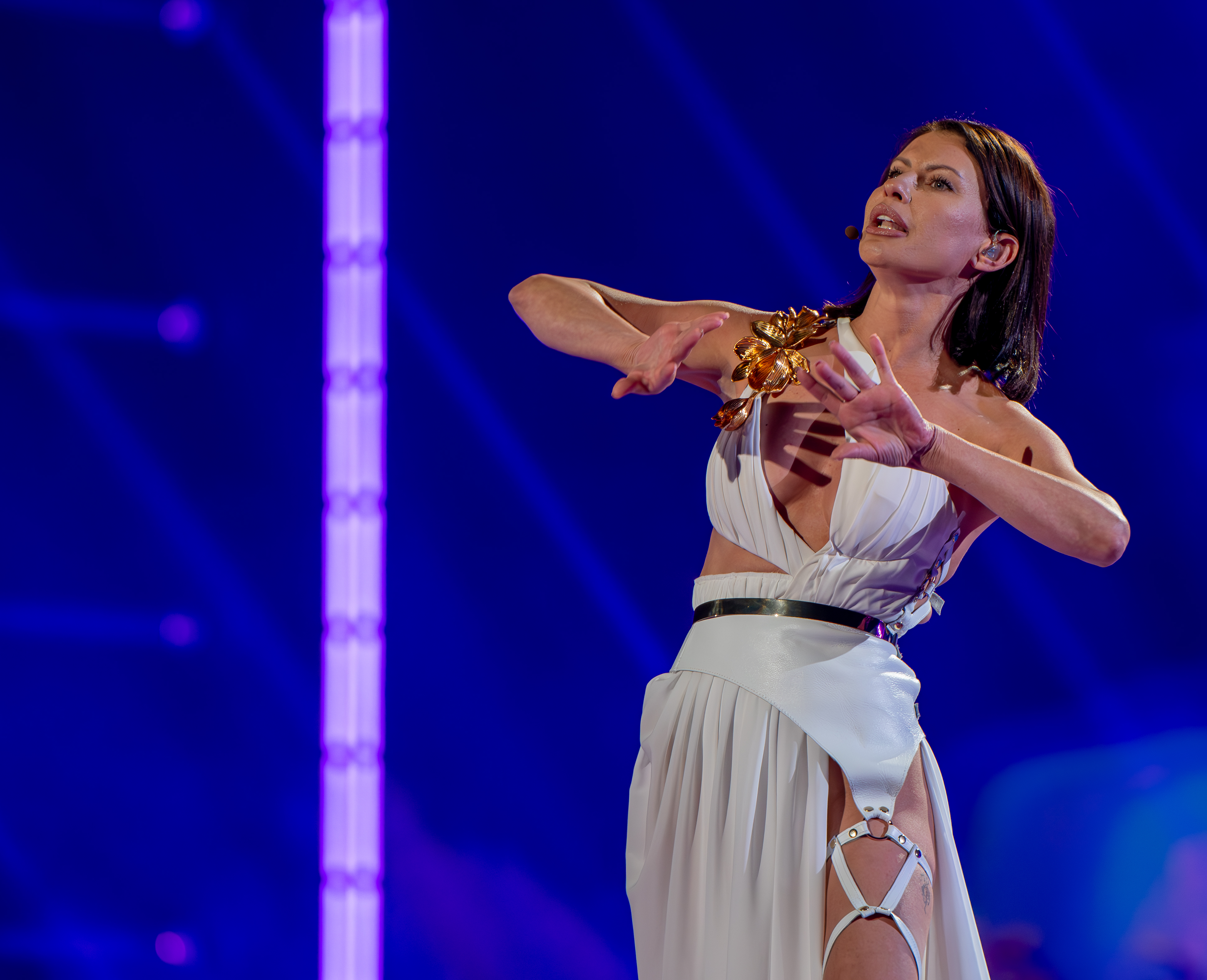
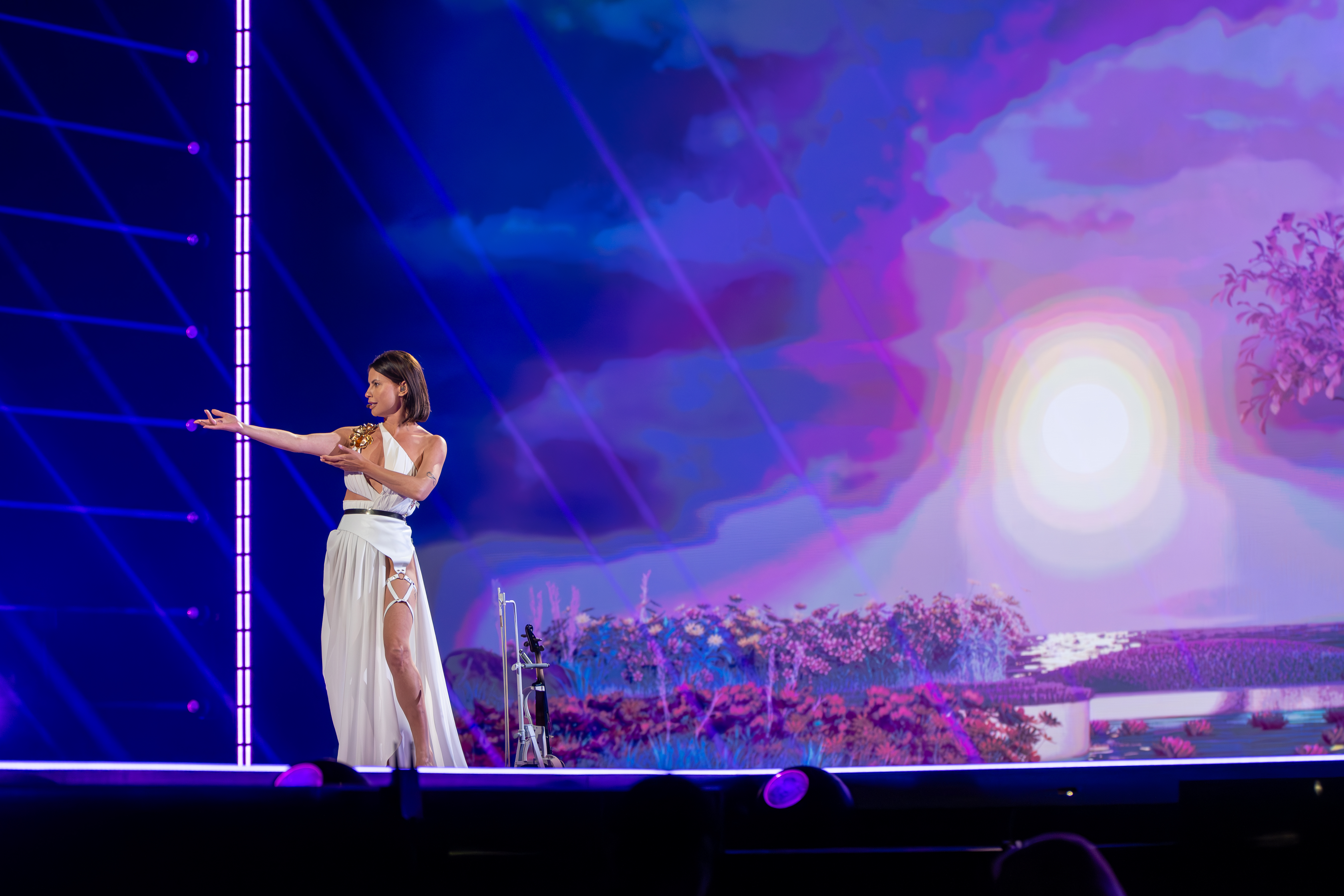
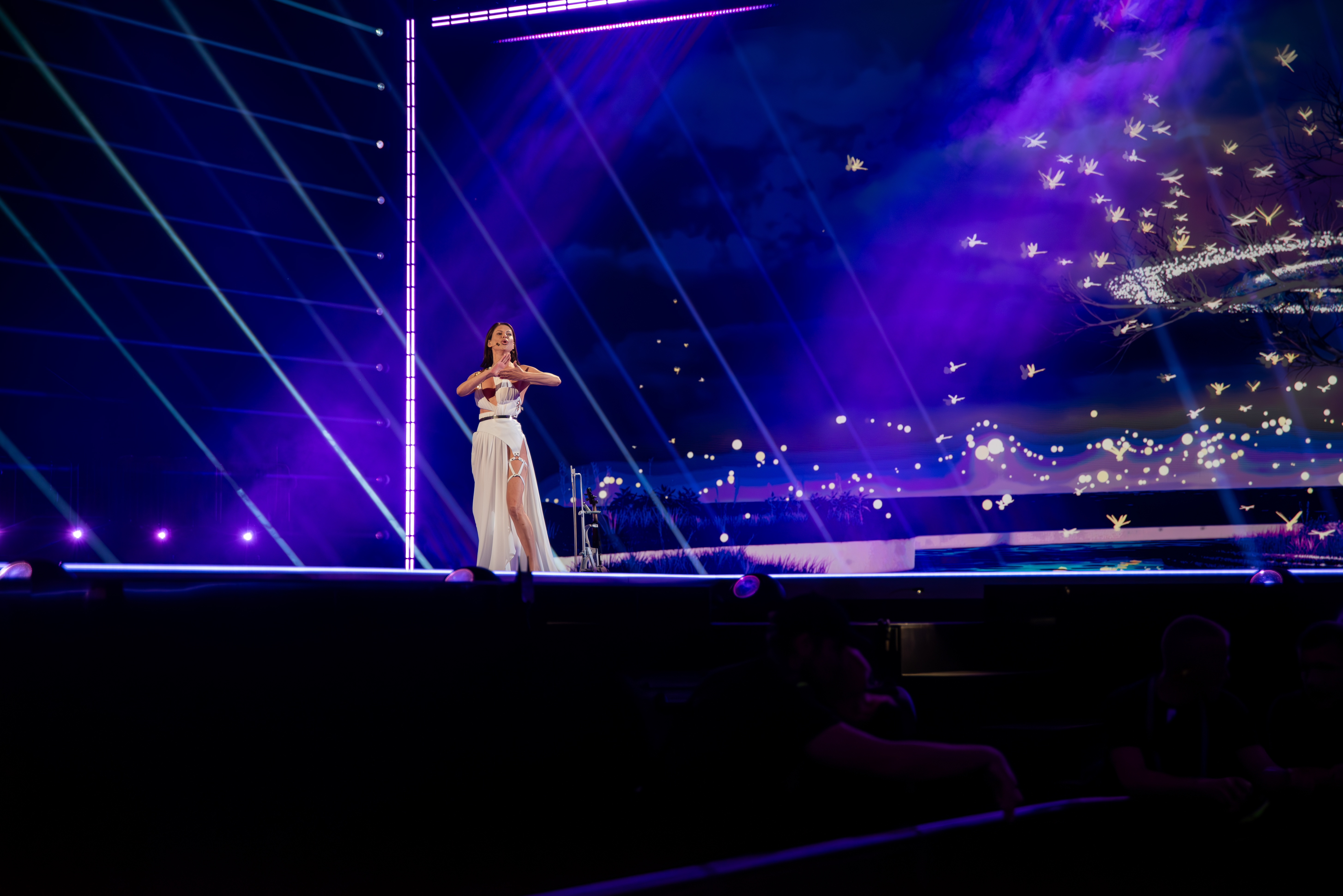
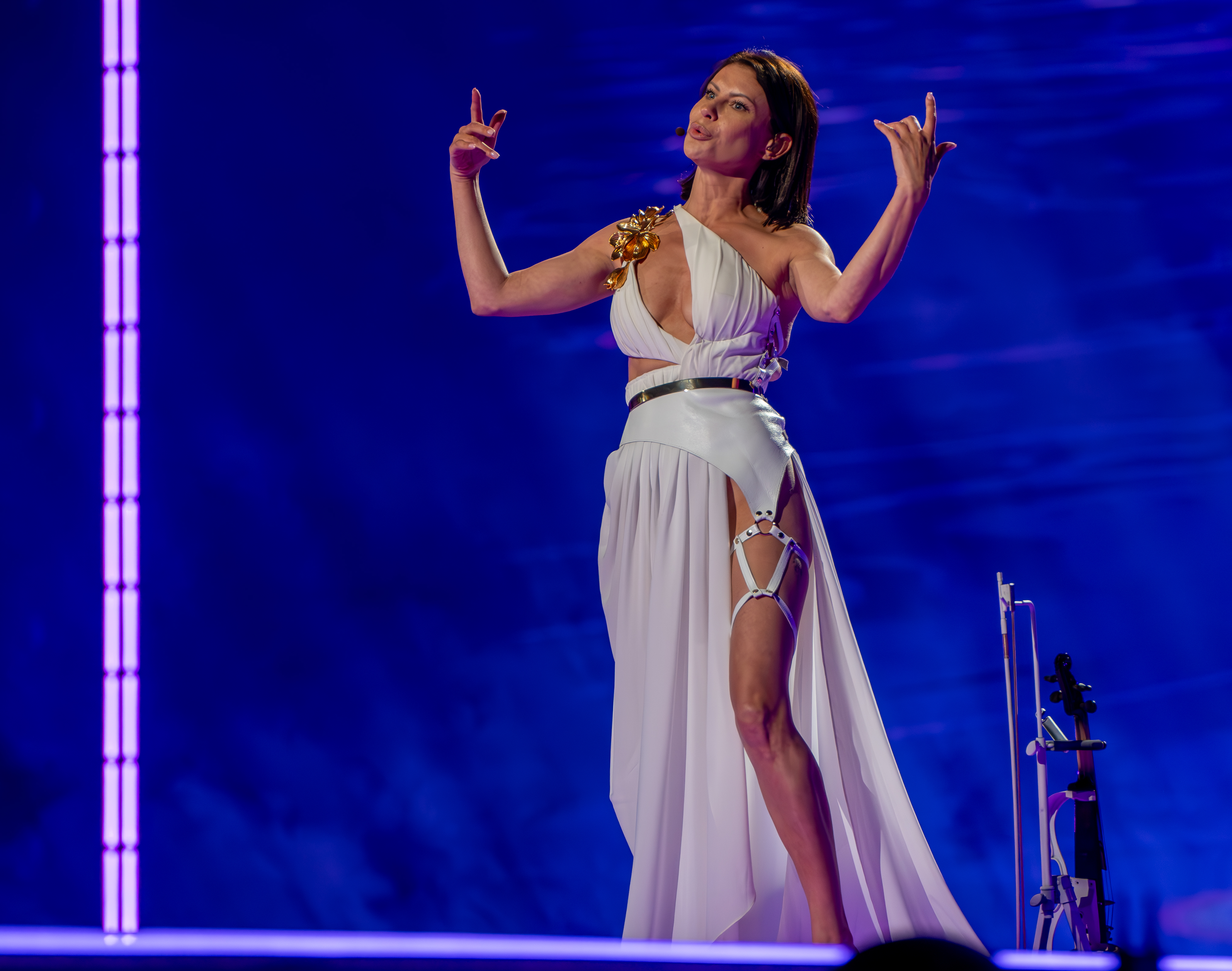